# Frederik Magle
Frederik Reesen Magle (født 17. april 1977 i Stubbekøbing) er en dansk komponist, koncertorganist og pianist. Han har skrevet orkesterværker, kantater, kammermusik og soloværker især for orgel. Flere på bestilling af kongehuset. Han komponerer ny klassisk musik (kompositionsmusik) og crossover mellem klassisk og andre musikgenrer og har som udøvende musiker ry som orgelvirtuos, der også "kaster sig selv og kirkeorglet" ud i mere eksperimenterende projekter – ofte med improvisation – der grænser op mod electronica, jazz og andre ikke-klassiske genrer.

## Liv
Frederik Magle er søn af skuespiller Mimi Heinrich og organist, maler og billedhugger Christian Reesen Magle (komponisten Emil Reesen er hans farmors bror). Han blev niår gammel kendt som "vidunderbarn" med TV-optræden og omtale i trykte medier.
Frederik Magle var privatelev hos Leif Thybo (komposition og musikteori) og Ib Bindel (orgel). Han fik undervisning i klaverspil, nodelæsning og musikteori som seksårig og blev optaget på Det Kongelige Danske Musikkonservatorium som 16-årig, hvor han blev undervist i musikteori af Yngve Jan Trede. Han forlod konservatoriet efter halvandet år med den begrundelse, at han "ikke både kunne gå der og arbejde selvstændigt og komponere værker". Om beslutningen har han udtalt, at "den var svær, og der var meget, der skulle tænkes igennem", men at han ikke fortrød den.
I 1994 vandt han Eurovisionskonkurrencen for unge solister og kvalificerede sig til den europæiske finale i Warszawa samme år. 24 lande deltog i konkurrencen, de otte kvalificerede sig til finalen. De polske arrangører blev på grund af Frederik Magles deltagelse nødt til at flytte både de indledende runder og finalen til Warszawas Filharmoniske Koncertsal, hvor der fandtes et orgel.
Hans far døde i 1996 to dage før uropførelsen af hans julekantate Et nyfødt barn før evighed Gud, som er tilegnet faren. I 1993 modtog han Erna Hamiltons legat og i 2001 årets "Frimurerpris" af Den Danske Frimurerorden. Han er optaget i Kraks Blå Bog. I 2006 overtog han "Talk Classical", et engelsksprogret debatforum for klassisk musik. Han blev ansat som organist i Sankt Pauls kirke i København i 2017.
Magle har udtalt, at han ofte får sine ideer i drømme, og derfor altid har en blok ved siden af sig, når han sover, hvis han får en ide til en "vending eller orkestral opbygning" i løbet af natten.

## Musik
Den første offentlige opførelse af en af Frederik Magles kompositioner var i Stubbekøbing Kirke den 7. april 1985, hvor et børnekor uropførte en påskesalme, han havde skrevet musik til. To år senere blev seks af hans salmer med tekster af hans mor, Mimi Heinrich, opført af skuespilleren og sangeren Annie Birgit Garde ved en koncert i Lyngby Kirke, og samme år optrådte han første gang i TV. I 1988 blev to større værker, kantaten Vi er bange og "minimusicalen" Et julebarn, uropført i Grundtvigs Kirke i København for et publikum på 2.000. Han indledte i 1990 et samarbejde med violinisten Nikolaj Znaider, og de gav en række koncerter. Znaider uropførte senere Magles variationer for violin og klaver Rejse i tid sammen med pianisten Daniel Gortler. Værkerne beskriver »en slags scener eller musikalske billeder« med brug af skarpe dissonanser, komplicerede rytmer og dramatiske overgange og motivformationer.
I 1993 komponerede han musik til teaterforestillingen Der Die Das af teatergruppen Hotel Pro Forma instrueret af Kirsten Dehlholm. Det blev opført ved den 4. internationale Dance Festival i München. Stykket blev beskrevet som et nutidigt Gesamtkunstwerk af arkitektur, billedkunst, musik og performance og blev skabt sammen med arkitekten Thomas Wiesner, billedhuggerne Anders Krüger og Frans Jacobi, maleren Tomas Lahoda og kostumedesigneren Annette Meyer.
Frederik Magles koncert for orgel og orkester The infinite second blev uropført og indspillet i 1994 ved den 3. internationale musikfestival i Riga Domkirke i Letland med det Lettiske Filharmoniske Kammerorkester, dirigent Dzintars Josts og Frederik Magle som orgelsolist og udkom i 1996 på cd sammen med hans 2. symfoni for orgel Let there be light, som var uropført i 1993 samme sted. Om Frederik Magles måde at strukturere de to værker skrev kulturjournalisten Jakob Levinsen:
"...hvor hans musik hvad angår de traditionelle musikalske parametre fremstår forholdsvis konventionel, både i kraft af en forkærlighed for bueformer og i kraft af det behersket fritonalemelodiske og harmoniske grundlag, så er det hvad man kunne kalde de dramatiske karakterer i musikken så klart udviklet udfra orglets specifikke muligheder. Det gælder den hyppige modstilling af hel lyse og mørke registre, af helt klart definerede melodilinjer over for tætte klangflader, af store akkordblokke overfor hektiske rytmisk bevægelse. Og det gælder de to dominerende måder at strukturere musikken på (...) dels den gradvise dynamiske opbygning i flere og flere klanglige lag, dels bratte skift mellem lyst og mørkt, kraftigt og svagt, skarpt og sløret. Herunder også modet til at trække nogle af parametrene ud i ekstremer – som når et rytmisk mønster bliver så tæt, at de enkelte figurer ikke længere kan skelnes, kun omridset af den samlede bevægelse..."
Berlingskes anmelder Steen Chr. Steensen betegnede orgelkoncerten som "et langt forløb fra mørke til lys" med "den franske orgelskole som en klangbund".
Julekantaten Et nyfødt barn før evighed Gud med tekst fra et kontakion (lille rulle) fra det 6. århundrede af den byzantinske digterpræst Romanós (oversat af Kristian Høeg) blev uropført i 1996 på bestilling fra Kulturby 96 og udkom på cd i 1997 indspillet i Messiaskirken med Ingibjörg Gudjonsdottir, sopran, Elisabeth Halling, alt, Gert Henning-Jensen, tenor, Christian Christiansen, bas og to voksenkor, to børnekor, brassband, orgel og slagtøj dirigeret af Steen Lindholm. Kantaten blev af Jyllands-Postens anmelder beskrevet som musik, der ikke kan sættes i bås, og som har en »religiøst fortællende karskhed«.
I 1998 fik han bestilling på klaverstykket Flammer for frihed, der er tilegnet Amnesty International. Stykket blev trykt i en bog med samme titel med indlæg fra 24 danskere som Poul Nyrup Rasmussen, Poul Schlüter, Tøger Seidenfaden, og Ghita Nørby redigeret af Monica Ritterband i 50-året for FN's Verdenserklæring om Menneskerettighederne. Den 22. november samme år blev hans Kantate til Sankt Cæcilies Dag for solister, kor, børnekor og kammerorkester uropført på Glyptoteket i København, og året efter blev den indspillet og udgivet på albummet Cæciliemusik af Cæciliekoret dirigeret af Gunnar Svensson med solisterne Birgitte Ewerlöf (sopran), Tuva Semmingsen (alt) og Jørgen Ditlevsen (bas). Kantaten har tekst af forfatteren Iben Krogsdal og er baseret på historien om Sankt Cæcilia, der døde på grusom vis for sin kristne tro, og er beskrevet som moderat modernisme med en særlig "dansk tone" over sig og en gennemsigtig kammermusikalsk instrumentering.
I 2001 blev værket Håbet for brassband, kor, orgel og slagtøj uropført i 200-året for slaget på Reden. Værket var bestilt af Søværnets Operative Kommando i samarbejde med Reformert Kirke i København, hvor uropførelsen fandt sted den 1. april. Værket udkom på albummet Søværnet Ønsker God Vind, der blev udgivet af Søværnet i 2005.
Magle udarbejdede dispositionen til et nyt orgel i Jørlunde Kirke, der blev indviet i oktober 2009, og i 2010 udgav han dobbeltalbummet Like a Flame med improvisationer på orglet. Albummet blev overvejende positivt anmeldt, men hans improvisationer blev også kritiseret især i ORGLET, som bl.a. argumenterede for brugen af traditionelle koralbearbejdelser og fugerede former frem for den frie improvisation. Et andet kritikpunkt var, at dobbeltalbummet burde være kortet væsentligt ned. Som svar skrev organisten og komponisten Henrik Sørensen en artikel, der forsvarer Magles frie improvisationsform.
Magle komponerede musik til den serbiske kunstfilm Woman In Red - Seahorse Aria, instrueret af den danske kunstner Maria Dubin, som fik premiere i 2014.
Hans Anastasis Messe, som blander kor og orgel med elektronisk musik og lyd, blev uropført i Hareskov kirke i november 2014.
I 2016 blev Frederik Magle ansat som orgelfaglig rådgiver i forbindelse med bygningen af et nyt orgel til Trekroner Kirke i Roskilde.
Magle komponerede en fanfare for to trompeter og orgel over salmen Den yndigste rose er funden, der blev uropført i Sankt Pauls kirke i København første søndag i advent 2017 ved kirkens 140-års jubilæum og genindvielsen af tårnet.
Ved overdragelsen af det første danske F-35 kampfly komponerede Frederik Magle stykket Fanfare and Anthem 'Skyward', som blev uropført ved "rollout" ceremonien den 7. april 2021. Det blev spillet af Prinsens Musikkorps og dirigeret af Peter Ettrup Larsen.

### Kompositioner for det danske kongehus
Se også: Cantabile (symfonisk suite)
Frederik Magle spillede orgel ved Prins Nikolais dåb i Fredensborg Slotskirke i 1999 og uropførte her Lys på din vej for orgel og messingkvintet sammen med Den Kongelige Livgardes Messingensemble. Lys på din vej blev året efter udgivet på en cd med samme navn som fik en blandet modtagelse, deriblandt en meget kritisk anmeldelse i Politiken der bl.a. kritiserede musikkens opbygning som "viseagtige firetaktsperioder med endeløse gentagelser af samme melodistump uden udvikling". Værket blev genindspillet i 2013 i en ny version med Livgardens Messingensemble på albummet Nordisk Musik. Ved Prins Felix' dåb i Møgeltønder Kirke i 2002 uropførte Frederik Magle et postludium..
Souffle le vent, 1. satsen af den symfoniske suite Cantabile, med tekster fra Prinsgemalens digtsamling Cantabile, blev bestilt af det danske kongehus og uropført af Radiosymfoniorkestret og Radiokoret under ledelse af Thomas Dausgaard i Tivolis Koncertsal, 10. juni 2004. 2. og 3. satsen af Cantabile; "Cortege & Danse Macabre" (Optog og Dødedans) og "Carillon" blev uropført den 10. juni 2009 i DR Koncerthuset af DR Symfoniorkestret og DR Koncertkoret med Frederik Magle som klaversolist under ledelse af Thomas Dausgaard.
I anledning af Dronning Margrethes 80-års fødselsdag i april 2020 komponerede Frederik Magle Det Kongelige Kapels Fanfare til Kapellet på bestilling af Det Kongelige Teater. Fanfaren skulle have været uropført ved en gallaforestilling på Det Kongelige Teaters Gamle Scene, men blev grundet corona indspillet hjemme hos hvert af orkestrets medlemmer og klippet sammen af teatrets teknikere til en version, som Dronningen fik overrakt. Den 7. juni 2020 blev fanfaren uropført ved Det Kongelige Teaters genåbningskoncert i Operaen, dirigeret af Thomas Søndergaard. Kristeligt Dagblad kaldte fanfaren en "festlig ouverture" og det britiske tidsskrift Gramophone beskrev den som "a rousing ceremonial piece" (et inciterende ceremonielt stykke).

### Crossover
Magle har ikke udelukkende komponeret klassisk musik; hans første cd Sangen er et eventyr – Sange over H.C. Andersens eventyr fra 2004 blev indspillet med bassisten Niels Henning Ørsted Pedersen, jazzpianisten Niels Lan Doky, percussionisten Alex Riel, Trio Rococo og Thomas Eje. Han medvirkede også på jazzsaxofonisten John Tchicais avantgardealbum Hymne til Sofia, som udkom i 2005, hvor han improviserede på orgel sammen med Tchicai og percussionisten Peter Ole Jørgensen, og i 2011 komponerede han symfonisk musik til hiphopalbummet Elektra af den danske gruppe Suspekt. Samarbejdet fik positive anmeldelser, bl.a kaldte Jyllands-Postens anmelder nummeret "Nyt Pas" fra Elektra for "lækker og orkestral blussende hiphop med modne ambitioner" og musikmagasinet Gaffa beskrev i deres anmeldelse af releasekoncerten i DR Koncerthuset, den 10. september 2011, kontrasterne mellem Magles klassiske kompositioner og Suspekts hiphop som "ekstreme modsætninger, som skreg til himlen, og som var med til at gøre aftenen til noget særligt.". Orkestermusikken på Elektra blev indspillet i Prag af det tjekkiske filmsymfoniorkester.
Fusionsværket Polyphony kom med i den mest benyttede skolebog i musikundervisningen på high school-niveau i Australasien, "In Tune With Music" i 2013.

## Værker

### Orkester
- Koncert for orgel og orkester The infinite second (1994)
- Symfonisk "LEGO" Fantasi for klaver og orkester, bestilt af LEGO (1995-96)
- Rising of a new day (1998)
- Lys på din vej - orkesterversion (1999-2000)
- Cantabile - suite bestående af tre symfoniske digte for orkester, kor og solister (2004-2009)
- Seahorse Aria for sopran og orkester (2014)
- Nuit mélodique for sopran, klaver og strygeorkester (2016)
- Den Hemmelige Have, musik til Rigshospitalets afsnit for stråleterapi (2019)[47]
- Det Kongelige Kapels Fanfare for messingblæsere og slagtøj (2020)
- Fanfare and Anthem Skyward (Himmelvendt) for messingblæsere, pauker og slagtøj (2021)

### Kor
- Vi er bange – Kantate for børne- og voksenkor, fløjte, klarinet, slagtøj, 2 violiner, cello, kontrabas, klaver og orgel (1988)
- Der Die Das, opera for 2 solister og kor (af Hotel Pro Forma) (1993)
- Årstidernes sang for kor og orgel (1995)
- Et nyfødt barn, før evighed, Gud! julekantate, for brassband, kor, solister, orgel og slagtøj (1996)
- Kantate til Sankt Cæcilies Dag for solister, kor, børnekor og kammerorkester (1998)
- Håbet for brassband, kor, orgel og slagtøj, skrevet til minde om Slaget på Reden (2001)
- Phønix for blandet kor og orgel (eller firehændigt klaver) (2003)
- Magnificat for sopran, blandet kor og orgel (2010)
- Allehelgenmesse for sopran, blandet kor, cello og orgel (2011)
- Anastasis Messe for kor, sopran, præst, klaver, orgel og elektronik (2014-15)

### Sange
- 20 sange baseret på H.C. Andersen's eventyr (1986-92)
- "Se! Liljer i påskegul dragt" salme med tekst af Kathrine Lilleør (2018)

### Orgel
- Symfoni nr. 1 for orgel i D-dur (1991)
- Symfoni for orgel Nr. 2 Let there be light (1993)
- Ilden fra “Elementerne” (1995)
- Dåbspræludium (1999)
- Fantasi for orgel “Forårssol” (1999)
- Antarktis for fire-hændigt orgel (1999)
- Menneskets Årtusind (2000)
- Cantilena (2003)
- Viva Voce (2008)
- At Blive (2009)
- Like a Flame - 22 stykker for orgel (2009-2010)

### Klaver
- 3 etuder for klaver (1993)
- Flammer for Frihed (1998)
- Fantasie-Impromptu Nr. 17 (2002)
- Sunset for klaver (2007)

### Kammermusik
- Lys på din vej for orgel og messingkvintet, komponeret til Prins Nikolais dåb (1999)
- Variationer og Tema Rejse i Tid for violin og klaver (1999)
- Decet Dage og Nætter (1999)
- Intermezzo for messingkvintet (2001)
- Kosmos for trompet og orgel (2001)
- Dåbens Pagt for messingkvintet tilegnet Prins Felix (2002)
- Den yndigste rose for to trompeter og orgel (2017)

### Andre
- Handle with care - Life inside ballet. HD recording (bånd) med sang, synthesizers og lydeffekter (1995)
- The March of Joy for brassband (1996)
- "En Anden Verden - Indgangen for brassband (1997)
- Te Deum for brassband (2001)

## Diskografi
- 1994 Sangen er et eventyr. Thomas Eje, Det Danske Drengekor, Trio Rococo, Niels Lan Doky, Niels-Henning Ørsted Pedersen, Alex Riel. BMG 74321 24537-2
- 1996 The Infinite Second. Letlands Filharmoniske Kammerorkster, Dzintars Josts, Frederik Magle (orgel). EMI Classics 5555972
- 1997 Et nyfødt barn, før evighed, Gud!. Julekantate. Steen Lindholm (dirigent), m.fl. EMI Classics 5565942
- 1998 Symfonisk LEGO Fantasi. London Philharmonic Orchestra, David Parry (dirigent), Frederik Magle (klaver). Udgivet af LEGO gruppen.
- 1999 Cæciliemusik. Birgitte Ewerløf (sopran), Tuva Semmingsen (alt), Jørgen Ditlevsen (bas), Cæciliekoret, Gunnar Svensson (dirigent), m.fl. Danacord DACOCD 520
- 2000 Lys på din vej. Frederik Magle (klaver og orgel), Livgardens Messingensemble, DR PigeKoret, DR UnderholdningsOrkestret, Frans Rasmussen. EMI Classics 5571152
- 2004 Kosmos. Ole Andersen (trompet), Cæciliekoret, m.fl. ClassicO CLASSCD 478
- 2005 Søværnet Ønsker God Vind. Søværnets Tamburkorps. Udgivet af Søværnet
- 2005 Hymne til Sofia. John Tchicai, Peter Ole Jørgensen, Frederik Magle. Calibrated CALI012
- 2010 Like a Flame. Frederik Magle (orgel). Proprius Music PRCD 2061
- 2011 Elektra. Symfonisk musik af Frederik Magle på hiphop-gruppen Suspekts album. Universal Music / Tabu Records UNI 2781466
- 2013 Nordisk Musik. Musik for sang og messingkvintet deriblandt Magles "Lys på din vej". Povl Dissing, Signe Sneh Schreiber, Den Kongelige Livgardes Messingensemble. Exlibris EXLCD30158
- 2017 Anastasis-Messe.